# Ludwik VI Gruby
Ludwik VI Gruby (ur. 1 grudnia 1081 w Paryżu, zm. 1 sierpnia 1137 na zamku Bethisy) – Król Franków (Francji) w latach 1108-1137 (zapewne koronowany po raz pierwszy około 1101), następnie w 1108 w Orleanie; hrabia Vexin. Syn Filipa I z dynastii Kapetyngów.
Ludwik VI starał się o dobre stosunki z papieżami Kalikstem II, Gelazjuszem II i Innocentym II, mimo że przejściowo utrzymywał także relacje z antypapieżem Grzegorzem VIII. Nie udzielił poparcia cesarzowi Henrykowi V w jego ostrym konflikcie z papiestwem - przeciwnie poparł Kaliksta II, a cesarz w odwecie najechał Francję w 1124 roku.
Wykorzystywał rozsądnie rozwijające się szybko zakony (szczególnie zakon cystersów), do organizacji i usprawnienia administracji królewskiej. Dbał o powiększenie swej domeny, zajmując terytoria nieposłusznych wasali, hrabiów i kasztelanów. Ściślejsze podporządkowanie sobie wasalnych księstw i hrabstw było ułatwione przez zaangażowanie znacznej części baronów francuskich na zewnątrz kraju, a także wobec wyraźnego wzrostu zamożności królewskiego dworu. Spokój w państwie owocował dobrą pracą rzemieślników i chłopów. Znacznie wzrósł w królestwie areał gruntów uprawnych, dzięki intensyfikacji karczowania lasów i melioracji bagnistych terenów.
Głównym współpracownikiem i doradcą Ludwika VI pod koniec panowania był Suger, opat Saint-Denis w latach 1122-1151, późniejszy autor jego biografii: Gesta Ludovici Grossi regis. W okresie panowania Ludwika VI Grubego miał też miejsce znaczny wzrost świadomości i konsolidacji narodowej Francuzów spowodowany zagrożeniem ze strony Anglii, po zajęciu przez króla Anglii Henryka I w 1106 roku Normandii oraz w związku z kolejnymi krucjatami do Ziemi Świętej, w których rycerstwo francuskie brało liczny udział. Ludwik VI zmarł w 1137, a jego grób znajduje się w bazylice Saint-Denis.

## Małżeństwa i potomstwo
W 1104 Ludwik ożenił się z Lucienne de Rochefort. To małżeństwo zostało anulowane 23 maja 1107 przez papieża. W 1115 Ludwik ożenił się z Adelajdą Sabaudzką (1092–1154), córką hrabiego Sabaudii Humberta II Grubego. Z drugą żoną doczekał się kilkorga dzieci:
- Filip (1116–1131), koronowany na króla Francji w 1129, zmarł na skutek upadku z konia
- Ludwik VII (1120-1180), król Francji (1137-1180), książę Akwitanii (1137-1152)
- Henryk (1121-1175), biskup Beauvais, arcybiskup Reims
- Hugo (1123-zm. młodo)
- Robert (1123-1188), hrabia de Dreux, du Perche i de Braine-sur-Vesle
- Konstancja (ok. 1124–1176), żona Eustachego IV, hrabiego Boulogne i Rajmunda V, hrabiego Tuluzy
- Filip (1125-1161), biskup Paryża.
- Piotr (1126-1179/1183), pan de Courtenay, de Tanlay, de Champignelles
- Dziecko (zmarło młodo).

Z Marią de Breuillet, córką Renauda de Breuillet de Dourdan, Ludwik miał nieślubną córkę:
- Izabelę (ok. 1105–po 1175), żonę Wilhelma I de Chaumont.